# دسامبر (ترانه کالکتیو سول)
«دسامبر» (به انگلیسی: December) ترانه‌ای از گروه آلترنتیو راک کالکتیو سول و یکی از قطعات آلبوم سال ۱۹۹۵ آن‌ها با نام کالکتیو سول است. این ترانه را خواننده و گیتاریست گروه، اِد رولند سروده‌است.
تک‌آهنگ «دسامبر» در زمان انتشارش در ایالات متحده تا ردهٔ ۲۰اُم بیلبورد هات ۱۰۰ صعود کرد و جایگاه نخست جدول ترانه‌های داغ جریان اصلی راک را برای ۹ هفتهٔ متوالی به‌خود اختصاص داد.

## فهرست ترانه‌های تک‌آهنگ
- ۱) «دسامبر» (نسخهٔ آلبوم)
- ۲) «خواهر گریه نکن» (نسخهٔ آکوستیک)
- ۳) «جایی که رودخانه جریان دارد» (اجرای زنده)
- ۴) «دسامبر» (اجرای زنده)